# Râul Desna
Desna (în ucraineană Десна, transliterat: Desna) este un râu din Ucraina și Rusia, un afluent major de stânga al Niprului. Numele ei înseamnă „mâna dreaptă” în limba slavă estică veche. Are o lungime de 1.130 km, iar bazinul ei hidrografic acoperă 88.900 km2.
În Ucraina lățimea râului variază de la 60 la 250 m, cu adâncimea medie de 3 m. Debitul mediu anual la vărsare este de 360 m3/s. Râul îngheață de la începutul lunii decembrie până la începutul lunii aprilie și este navigabil de la Novhorod-Siverskîi până la vărsare, pe o lungime de aproximativ 535 km. Pe Desna se află orașele Cernihiv (Ucraina) și Breansk (Rusia).
Nivelul apei râului a atins cel mai scăzut nivel înregistrat în ultimii 140 de ani în iunie 2020, fiind cu 5 m sub norma pentru acea perioadă a anului.